# Kenyan Premier League
Kenyan Premier League jest najwyższą piłkarską klasą rozgrywkową w Kenii. Powstała w 1963 roku. Skupia 16 najlepszych drużyn tego kraju.

## Drużyny w sezonie 2011
| Klub                          | Miasto   | Stadion                         |
| ----------------------------- | -------- | ------------------------------- |
| AFC Leopards Nairobi          | Nairobi  | Nyayo Stadium                   |
| Bandari Mombasa               | Mombasa  | Mombasa Municipal Stadium       |
| Chemelil Sugar                | Chemelil | Chemelil Sports Complex         |
| Congo United Mombasa          | Mombasa  |                                 |
| Gor Mahia Nairobi             | Nairobi  | Nairobi City Stadium            |
| Karuturi Naivasha             | Naivasha | Naivasha Stadium                |
| Kenya Commercial Bank Nairobi | Nairobi  | Nairobi City Stadium            |
| Mathare United                | Nairobi  | Moi International Sports Centre |
| Nairobi City Stars            | Nairobi  | Hope Centre                     |
| Posta Rangers Nairobi         | Nairobi  | Nyayo Stadium                   |
| Sofapaka Nairobi              | Nairobi  | Nyayo Stadium                   |
| SoNy Sugar Awendo             | Awendo   | Green Stadium                   |
| Thika United                  | Thika    | Thika Municipal Stadium         |
| Tusker Nairobi                | Nairobi  | Moi International Sports Centre |
| Ulinzi Stars Nakuru           | Nakuru   | Afraha Stadium                  |
| Western Stima Kakamega        | Kakamega | Bukhungu Stadium                |

## Mistrzowie
| - 1963: Nakuru All-Stars - 1964: Luo Union - 1965: Feisal FC - 1966: Abaluhya United - 1967: Abaluhya United - 1968: Gor Mahia Nairobi - 1969: Nakuru All-Stars - 1970: Abaluhya United - 1971: Nie rozgrywano - 1972: Kenya Breweries - 1973: Abaluhya United - 1974: Gor Mahia Nairobi - 1975: Luo Union - 1976: Gor Mahia Nairobi - 1977: Kenya Breweries - 1978: Kenya Breweries - 1979: Gor Mahia Nairobi |  | - 1980: AFC Leopards Nairobi - 1981: AFC Leopards Nairobi - 1982: AFC Leopards Nairobi - 1983: Gor Mahia Nairobi - 1984: Gor Mahia Nairobi - 1985: Gor Mahia Nairobi - 1986: AFC Leopards Nairobi - 1987: Gor Mahia Nairobi - 1988: AFC Leopards Nairobi - 1989: AFC Leopards Nairobi - 1990: Gor Mahia Nairobi - 1991: Gor Mahia Nairobi - 1992: AFC Leopards Nairobi - 1993: Gor Mahia Nairobi - 1994: Kenya Breweries - 1995: Gor Mahia Nairobi |  | - 1996: Kenya Breweries - 1997: Utalii Nairobi - 1998: AFC Leopards Nairobi - 1999: Tusker Nairobi - 2000: Tusker Nairobi - 2001: Oserian Fastac FC - 2002: Oserian Fastac FC - 2003: Ulinzi Stars Nakuru - 2004: Ulinzi Stars Nakuru - 2005: Ulinzi Stars Nakuru - 2006: SoNy Sugar Awendo - 2007: Tusker Nairobi - 2008: Mathare United - 2009: Sofapaka Nairobi - 2010: Ulinzi Stars Nakuru - 2011: Tusker Nairobi |

## Liczba tytułów
| Klub                 | Miasto  | Liczba tytułów | Ostatni tytuł |
| -------------------- | ------- | -------------- | ------------- |
| AFC Leopards Nairobi | Nairobi | 12             | 1998          |
| Gor Mahia Nairobi    | Nairobi | 12             | 1995          |
| Tusker Nairobi       | Nairobi | 7              | 2011          |
| Ulinzi Stars Nakuru  | Nakuru  | 4              | 2010          |
| Oserian Fastac FC    |         | 2              | 2002          |
| Luo Union            |         | 2              | 1975          |
| Nakuru All-Stars     | Nakuru  | 2              | 1969          |
| Sofapaka Nairobi     | Nairobi | 1              | 2009          |
| Mathare United       | Nairobi | 1              | 2008          |
| SoNy Sugar Awendo    | Awendo  | 1              | 2006          |
| Utalii Nairobi       | Nairobi | 1              | 1997          |
| Feisal FC            |         | 1              | 1965          |

## Królowie strzelców
| Sezon | Piłkarz      | Klub             | Gole |
| ----- | ------------ | ---------------- | ---- |
| 2008  | Francis Ouma | Mathare United   | 15   |
| 2009  | John Baraza  | Sofapaka Nairobi | 15   |
| 2010  | John Baraza  | Sofapaka Nairobi | 15   |